# Йольський Кіт
Йольський Кіт (ісл. Jólakötturinn) — ісландський міфологічний персонаж, чорний кіт-чудовисько, величиною з бичка, що живе в горах Ісландії.

## Опис
Історія про страшного чорного кота, що живе в горах, була вперше записана в XIX столітті. Згідно з фольклорними даними, Йольський Кіт живе в одній печері з велеткою-людожеркою Ґрілою (ісл. Grýla), викрадачкою неслухняних і вередливих дітей, з її чоловіком, ледарем і вічним лежебокою, Леппалуді (ісл. Leppalúði) і їхніми синами Йоласвейнарами (ісландськими "Дід Морозами"). Кіт приходить в міста та села під час Йоля (Святок) і блукаючи ночами, нападає і з'їдає тих, хто не обзавівся до Йоля якоюсь вовняною річчю. За пізнішою версією — Йольський Кіт викрадає тільки святкове частування. Про тих, хто все ж залишився без нового одягу в Ісландії кажуть:«він надів на себе йольського / різдвяного кота» (ісл. hann fór í jólaköttinn), тобто накликав на себе проблеми.
Хоча це й давня традиція, письмові згадки про Різдвяного кота були знайдені лише в ХІХ столітті. Загроза бути з'їденим Різдвяним котом використовувалася фермерами як стимул для своїх робітників закінчити обробку осінньої вовни до Різдва. Ті, хто брав участь у роботі, були винагороджені новим одягом, а ті, хто не брав, не отримували нічого і, таким чином, ставали здобиччю жахливого кота. Інший варіант описує кота як такого, що просто поїдає їжу тих, хто не має нового одягу під час різдвяних святкувань. Сприйняття Різдвяного кота як звіра-людожера було частково популяризоване віршами Йоганнеса Ур Кьотлума, як і рештою фольклору.

## Походження образу
Походження міфологічного образу пов'язується з реаліями ісландського побуту, де вівчарство займало важливе місце в господарстві ісландців: виробництво грубого сукна з овечої вовни — вадмауля (vaðmál) було сімейним промислом: після осінньої стрижки овець, за обробку вовни брались всі члени сім'ї, як старші, так і молодші. Як правило, робота завершувалася саме до Різдва (Йоля), коли в Ісландії надходив час ярмарків. З сукна домашньої вичинки також робився зимовий одяг для домашніх потреб, особливо для старших дітей, і, за звичаєм, для кожного члена родини виготовлялися невеликі в'язані речі — шкарпетки і рукавиці. Таким чином, той, хто старанно працював до Різдва, отримував нову річ, а ледарі, не встигнувши нічого зробити до часу ярмарків, опинялися у невигідному становищі. Аби спонукати дітей до праці, батьки лякали їх Йольським Котом.